# 다운패트릭 경 에드워드 윈저
에드워드 에드먼드 맥시밀리언 조지 윈저, 다운패트릭 경(영어: Edward Edmund Maximilian George Windsor, Lord Downpatrick, 1988년 12월 2일 ~ )는 영국의 패션 디자이너이자 영국 왕실과 관련된 전 재무 분석가이다.
켄트 공국의 2선으로서, 그는 할아버지의 부속 직함 중 하나인 다운패트릭 남작을 예우상 사용한다. 한때 찰스 3세로부터 제거된 2촌 조카인 다운패트릭은 로마 가톨릭 신앙으로 인해 영국 왕위 계승 서열에서 제외된 윈저 왕가의 가장 고위직이다.